# Wes Craven
Wesley Earl Craven, detto Wes (Cleveland, 2 agosto 1939 – Los Angeles, 30 agosto 2015), è stato un regista, sceneggiatore, produttore cinematografico e montatore statunitense.

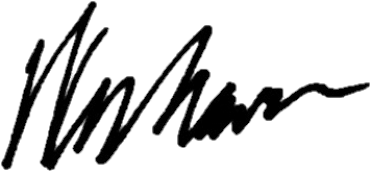
Firma di Wes Craven

Considerato un maestro dell'horror e del thriller , è famoso per aver diretto pellicole di culto come L'ultima casa a sinistra, Le colline hanno gli occhi, Nightmare - Dal profondo della notte (e il suo sequel Nightmare - Nuovo incubo), Il serpente e l'arcobaleno, La casa nera e la saga di film di Scream (fino al quarto capitolo).

## Biografia

### Infanzia
Dopo un breve periodo in cui suona la chitarra in un gruppo rock locale, il futuro regista si laurea in lettere e filosofia alla Johns Hopkins University, e pian piano si innamora del cinema. Pur trovando un lavoro stabile come insegnante alla Johns Hopkins, decide poco dopo di abbandonare l'insegnamento per dedicarsi all'attività cinematografica, facendo il tuttofare in una piccola casa di produzione.
Lavorando, e osservando, impara le tecniche essenziali del montaggio, e intraprende qualche piccolo lavoro in proprio su spot pubblicitari e pellicole porno. Conosce così il futuro regista Sean S. Cunningham, con il quale produce il primo lungometraggio, il film softcore Together.

### Gli inizi
Con l'obiettivo di stupire il pubblico e ripensando a Ingmar Bergman, suo regista preferito, Craven gira il suo primo vero film dal titolo L'ultima casa a sinistra, pellicola exploitation ispirata al classico del regista svedese La fontana della vergine. Pur girato con un budget esiguo, il film ha un certo impatto sul pubblico dell'epoca, specie per il suo stile realistico e sanguinario, estremo e cinico; ma non mancano le reazioni negative, specie da parte della critica, che definisce il film cinematograficamente inetto. In seguito, Craven si è sempre rifiutato di rivedere quest'opera, di cui quasi si è pentito, ma L'ultima casa a sinistra acquisterà col tempo lo statuto di cult. Il successo del film viene bissato, cinque anni dopo, dal successivo Le colline hanno gli occhi, altra pellicola poi diventata di culto.
L'orrore di Craven, proprio come quello di Hitchcock, colpisce lo spettatore in maniera inaspettata. Craven sostiene che l'orrore si cela nei nostri ambienti quotidiani, aspettando solo di cogliere l'occasione per manifestarsi e sfogare il proprio desiderio di distruzione. Afferma Craven: "Sono interessato a spaventare la gente a un livello profondo, non solo a farla saltare sulla sedia, i miei primi due film hanno fatto a pezzi tutti i luoghi comuni riguardanti le idee di come andava trattata la violenza al cinema. Prima la violenza cinematografica era gentile e pulita; io l'ho resa dolorosa, prolungata, scioccante e molto umana. E sono io che ho reso umani gli assassini." Lo stesso Craven possiede un retroterra culturale insolito per un regista d'azione ed horror.

### Il grande successo e gli anni ottanta
Prima di Nightmare - Dal profondo della notte, Craven ha scritto e diretto Benedizione mortale, una produzione Polygram Pictures per la United Artists. Il film mette in scena omicidi diabolici sullo sfondo dell'ambiente nel quale vivono le sette religiose del Midwest. Ha anche diretto e sceneggiato Il mostro della palude con Adrienne Barbeau e Louis Jourdan per la Avco-Embassy Pictures. Il film è tratto da un popolare fumetto e strizza l'occhio alla fantascienza; i critici lo hanno lodato per il tocco umoristico e per la sua abile commistione di generi.
Nel 1984, il regista arriva all'apice con Nightmare - Dal profondo della notte, un film ispirato fantasticamente ad un episodio di cronaca vera che darà inizio ad una fortunatissima saga (composta a tutt'oggi di sette episodi, una serie TV, uno spin-off ed un remake) e lancerà il personaggio di Freddy Krueger come moderno babau horror. In seguito, Craven gira numerosi film, tra cui Il serpente e l'arcobaleno, ispirato alla vita dell'antropologo Wade Davis, autore dell'omonimo libro.
In questo periodo Craven si dedica anche alla televisione. È datato 1978 il film che il regista ha diretto per la NBC TV, Summer of Fear, interpretato da Linda Blair e Carol Lawrence; mentre è del 1981 il TV movie Kent State, che il regista ha co-prodotto per la regia di James Goldstone sempre per la NBC TV. Il suo Invito all'inferno (1984) con Susan Lucci, Joanna Cassidy e Robert Urich è invece una produzione ABC TV. Ha dichiarato Craven in quegli anni: "Quello che fanno i film dell'orrore è funzionare come una follia tollerabile, permettono alla gente di lasciare libero sfogo a tutta la pazzia e rabbia che normalmente reprimiamo. I film dell'orrore portano la gente là dove le loro menti si recano solo durante il sonno o attraverso stati di alterazione. Hanno a che fare con immagini e situazioni che riflettono le ansie che schizzano attraverso tutti noi e la nostra cultura. In questo senso sono film molto importanti."
A metà anni ottanta gira vari episodi della prima stagione di Ai confini della realtà, serie televisiva ispirata alla serie classica di Rod Serling.

### Scream e gli anni novanta
Nel 1996 Craven ritorna sulla cresta dell'onda con Scream, fortunato horror da cui prendono spunto molti degli attuali teenager-horror movie. Il film ha un grande successo di pubblico, originando una saga di quattro episodi, tutti diretti da Craven. Il regista, nel frattempo, aveva abbandonato temporaneamente il genere horror con il film del 1999 La musica del cuore, pellicola di genere drammatico interpretata da Meryl Streep e Angela Bassett.
Nel 1999 pubblica il suo unico romanzo, La società degli immortali (The Fountain Society), edito in Italia da Edizioni Piemme.

### Anni 2000-2010
Dopo lo scarso successo di film come Cursed - Il maleficio (2005) Red Eye (2005) e My Soul to Take - Il cacciatore di anime (2010), negli ultimi anni Craven si è dedicato soprattutto alla produzione, patrocinando anche alcuni remake delle sue pellicole più famose, quali Le colline hanno gli occhi di Alexandre Aja (2006) e L'ultima casa a sinistra (2009) di Dennis Iliadis.

### 2011-2015
Nel 2011 ha ripreso una delle saghe che gli ha dato maggior successo, Scream: il 15 aprile 2011 è infatti uscito Scream 4, primo capitolo di una prevista nuova trilogia. Contrariamente alle intenzioni del regista, tuttavia, nel 2015 Bob Weinstein ha dichiarato che la saga non avrebbe più visto altri episodi. Sempre nel 2015, il fortunato franchise creato dal regista si sposta sul piccolo schermo: Craven è infatti produttore esecutivo della serie televisiva Scream, trasmessa su MTV. Nel finale della prima stagione andato in onda il 1º settembre 2015, la serie ha omaggiato il regista dedicandogli l'episodio. Nonostante sia deceduto nel 2015, il nome del regista compare anche tra i produttori esecutivi della seconda e della terza stagione, andate in onda rispettivamente nel 2016 e nel 2019.

### La morte
Craven muore a Los Angeles il 30 agosto 2015 a 76 anni a causa di un tumore al cervello. Nel 2022 Matt Bettinelli-Olpin e Tyler Gillett lo hanno omaggiato dirigendo il quinto capitolo di Scream, che ottenne un grande successo commerciale e ricevette il plauso della critica per la sua abilità di rispettare e onorare l'eredità del regista.

## Filmografia

### Regista

#### Cinema
- L'ultima casa a sinistra (The Last House on the Left) (1972)
- La cugina del prete (The Fireworks Woman) (1975) – accreditato come Abe Snake
- Le colline hanno gli occhi (The Hills Have Eyes) (1977)
- Benedizione mortale (Deadly Blessing) (1981)
- Il mostro della palude (Swamp Thing) (1982)
- Nightmare - Dal profondo della notte (A Nightmare on Elm Street) (1984)
- Le colline hanno gli occhi II (The Hills Have Eyes Part II) (1985)
- Dovevi essere morta (Deadly Friend) (1986)
- Il serpente e l'arcobaleno (The Serpent and the Rainbow) (1988)
- Sotto shock (Shocker) (1989)
- La casa nera (The People Under the Stairs) (1991)
- Nightmare - Nuovo incubo (Wes Craven's New Nightmare) (1994)
- Vampiro a Brooklyn (Vampire in Brooklyn) (1995)
- Scream (1996)
- Scream 2 (1997)
- La musica del cuore (Music of the Heart) (1999)
- Scream 3 (2000)
- Cursed - Il maleficio (Cursed) (2005)
- Red Eye (2005)
- My Soul to Take - Il cacciatore di anime (My Soul to Take) (2010)
- Scream 4 (2011)

#### Televisione
- Summer of Fear (Stranger in Our House) – film TV (1978)
- Invito all'inferno (Invitation to Hell) – film TV (1984)
- Sonno di ghiaccio (Chiller) – film TV (1985)
- Ai confini della realtà (The Twilight Zone) – serie TV, 5 episodi (1985-1986)
- Delitti in forma di stella (Night Visions) – film TV (1990)
- Nightmare Cafe – serie TV (1992)

### Sceneggiatore

#### Cinema
- L'ultima casa a sinistra (The Last House on the Left), regia di Wes Craven (1972)
- La cugina del prete (The Fireworks Woman), regia di Wes Craven (1975)
- Le colline hanno gli occhi (The Hills Have Eyes), regia di Wes Craven (1977)
- Benedizione mortale (Deadly Blessing), regia di Wes Craven (1981)
- Il mostro della palude (Swamp Thing), regia di Wes Craven (1982)
- Nightmare - Dal profondo della notte (A Nightmare on Elm Street), regia di Wes Craven (1984)
- Le colline hanno gli occhi II (The Hills Have Eyes Part II), regia di Wes Craven (1985)
- Nightmare 3 - I guerrieri del sogno (A Nightmare on Elm Street 3: Dream Warriors), regia di Patrick Lussier (1987)
- Sotto shock (Shocker), regia di Wes Craven (1989)
- La casa nera (The People Under the Stairs), regia di Wes Craven (1991)
- Nightmare - Nuovo incubo (Wes Craven's New Nightmare), regia di Wes Craven (1994)
- Pulse, regia di Jim Sonzero (2006)
- Le colline hanno gli occhi regia di Alexandre Aja
- Le colline hanno gli occhi 2 (The Hills Have Eyes II), regia di Martin Weisz (2007)
- My Soul to Take - Il cacciatore di anime (My Soul to Take), regia di Wes Craven (2010)

#### Televisione
- Delitti in forma di stella (Night Visions), regia di Wes Craven – film TV (1990)

### Produttore

#### Cinema
- Nightmare 3 - I guerrieri del sogno (A Nightmare on Elm Street 3: Dream Warriors), regia di Chuck Russell (1987) - produttore esecutivo
- Sotto shock (Shocker), regia di Wes Craven (1989)
- La casa nera (The People Under the Stairs), regia di Wes Craven (1991)
- Nightmare - Nuovo incubo (New Nightmare), regia di Wes Craven (1994)
- Wishmaster - Il signore dei desideri (Wishmaster), regia di Robert Kurtzman (1997)
- Dracula's Legacy - Il fascino del male (Dracula 2000), regia di Patrick Lussier (2000)
- They - Incubi dal mondo delle ombre (They), regia di Robert Harmon (2002)
- Dracula II: Ascension, regia di Patrick Lussier (2003)
- Feast, regia di John Gulager (2005)
- Le colline hanno gli occhi (The Hills Have Eyes), regia di Alexandre Aja (2006)
- The Breed - La razza del male (The Breed), regia di Nicholas Mastandrea (2006) - produttore esecutivo
- Le colline hanno gli occhi 2 (The Hills Have Eyes II) (2007)
- L'ultima casa a sinistra (The Last House on the Left) (2009)
- My Soul to Take - Il cacciatore di anime (My Soul to Take), regia di Wes Craven (2010)
- Scream 4, regia di Wes Craven (2011)

#### Televisione
- Delitti in forma di stella (Night Visions), regia di Wes Craven – film TV (1990) - produttore esecutivo
- Scream – serie TV (2015) - produttore esecutivo

### Attore
- La cugina del prete (The Fireworks Woman), regia di Wes Craven (1975)
- Sotto shock (Shocker), regia di Wes Craven (1989)
- Body Bags - Corpi estranei (Body Bags), regia di John Carpenter e Tobe Hooper (1993)
- Nightmare - Nuovo incubo (Wes Craven's New Nightmare), regia di Wes Craven (1994)
- Scream, regia di Wes Craven (1996) - cameo
- Scream 2, regia di Wes Craven (1997) - cameo
- Scream 3, regia di Wes Craven (2000) - cameo
- Jay & Silent Bob... Fermate Hollywood! (Jay & Silent Bob Strike Back), regia di Kevin Smith (2001) - cameo
- Scream 4, regia di Wes Craven (2011) - cameo (scena tagliata)

### Montatore

#### Cinema
- L'ultima casa a sinistra (The Last House on the Left), regia di Wes Craven (1972)
- La cugina del prete (The Fireworks Woman), regia di Wes Craven (1975)
- Le colline hanno gli occhi (The Hills Have Eyes), regia di Wes Craven (1977)

#### Televisione
- Ai confini della realtà (The Twilight Zone) – serie TV, episodio 1x07 (1985)
- Castle – serie TV, episodio 5x17 (2013)

## Riconoscimenti
- Sitges - Festival internazionale del cinema fantastico della Catalogna
  - 1977 – Premio della giuria internazionale per Le colline hanno gli occhi
- Festival internazionale del film fantastico di Avoriaz
  - 1982 – Candidatura al Gran premio per Benedizione mortale
  - 1985 – Premio della critica per Nightmare – Dal profondo della notte
  - 1985 – Candidatura al Gran premio per Nightmare – Dal profondo della notte
  - 1987 – Candidatura al Gran premio per Dovevi essere morta
  - 1992 – Premio speciale della giuria per La casa nera
  - 1992 – Candidatura al Gran premio per La casa nera
- Festival internazionale del film fantastico di Gérardmer
  - 1997 – Gran Premio per Scream
- Fangoria Chainsaw Awards
  - 1991 – Candidatura per la migliore sceneggiatura per La casa nera
  - 1994 – Migliore sceneggiatura per Nightmare – Nuovo incubo
- Festival internazionale del cinema fantastico di Bruxelles
  - 1992 – Premio Pegasus del pubblico per La casa nera

- Festival internazionale del cinema di Porto
  - 1990 – Candidatura al Grande Prémio Fantasporto per il miglior film per Sotto shock
  - 1995 – Migliore sceneggiatura per Nightmare – Nuovo incubo
  - 1995 – Candidatura al Grande Prémio Fantasporto per il miglior film per Nightmare – Nuovo incubo
- Saturn Award
  - 1995 – Lifetime Achievement Award
  - 1997 – Candidatura per la miglior regia per Scream
- Imagine Film Festival
  - 2000 – Premio alla carriera
- Cinequest Film Festival
  - 2000 – Maverick Tribute Award
- Rondo Hatton Classic Horror Awards
  - 2005 – Candidatura per il miglior film per Cursed – Il maleficio
- New York City Horror Film Festival
  - 2012 – Premio alla carriera

## Doppiatori italiani
Nelle versioni in italiano delle opere in cui ha recitato, Wes Craven è stato doppiato da:
- Guido Rutta in Ai confini della realtà
- Franco Zucca in Body bags - Corpi estranei
- Luciano De Ambrosis in Nightmare - Nuovo incubo
- Giovanni Petrucci in Castle